# Spirydion Albański
Spirydion Jan Albański, soprannominato Spyritus e Romek (Leopoli, 4 ottobre 1907 – Katowice, 28 marzo 1992), è stato un calciatore e allenatore di calcio polacco.

## Biografia
Nativo di Leopoli, si trasferì a Katowice dopo la seconda guerra mondiale. Durante la guerra fu un tecnico minerario.
Oltre ad essere calciatore ed allenatore di calcio, fu arbitro di hockey e calcio.

## Carriera

### Club
Albański, nativo di Leopoli, militò nel Pogoń Lwów dal 1928 al 1939, ottenendo come migliori piazzamenti i secondi posti nel 1932 dietro il Cracovia e nelle stagioni 1933 e 1935 alle spalle del Ruch Chorzów.
Passata Leopoli all'Unione Sovietica a seguito del patto Molotov-Ribbentrop, Albański militò in due neonate formazioni calcistiche sovietiche: il Dynamo Lviv e lo Spartak Lviv.
Nell'immediato dopo guerra, ove lavorò come tecnico minerario, si trasferì in Polonia ove giocò con il Resovia Rzeszów ed il Pogoń Katowice, ove rivestì il duplice ruolo di allenatore-giocatore.

### Nazionale
Con la nazionale di calcio della Polonia partecipò nel 1936 al torneo di calcio della XI Olimpiade, raggiungendo le semifinali della competizione e perdendo la finalina per il terzo posto contro la Norvegia.

## Statistiche

### Cronologia presenze e reti in Nazionale
| Cronologia completa delle presenze e delle reti in nazionale ― Polonia | Cronologia completa delle presenze e delle reti in nazionale ― Polonia | Cronologia completa delle presenze e delle reti in nazionale ― Polonia | Cronologia completa delle presenze e delle reti in nazionale ― Polonia | Cronologia completa delle presenze e delle reti in nazionale ― Polonia | Cronologia completa delle presenze e delle reti in nazionale ― Polonia | Cronologia completa delle presenze e delle reti in nazionale ― Polonia | Cronologia completa delle presenze e delle reti in nazionale ― Polonia |
| Data                                                                   | Città                                                                  | In casa                                                                | Risultato                                                              | Ospiti                                                                 | Competizione                                                           | Reti                                                                   | Note                                                                   |
| ---------------------------------------------------------------------- | ---------------------------------------------------------------------- | ---------------------------------------------------------------------- | ---------------------------------------------------------------------- | ---------------------------------------------------------------------- | ---------------------------------------------------------------------- | ---------------------------------------------------------------------- | ---------------------------------------------------------------------- |
| 5-7-1931                                                               | Riga                                                                   | Lettonia                                                               | 0 – 5                                                                  | Polonia                                                                | Amichevole                                                             | -                                                                      |                                                                        |
| 23-8-1931                                                              | Varsavia                                                               | Polonia                                                                | 2 – 3                                                                  | Romania                                                                | Amichevole                                                             | -1                                                                     | 46’                                                                    |
| 10-7-1932                                                              | Varsavia                                                               | Polonia                                                                | 2 – 0                                                                  | Svezia                                                                 | Amichevole                                                             | -                                                                      |                                                                        |
| 2-10-1932                                                              | Bucarest                                                               | Romania                                                                | 0 – 5                                                                  | Polonia                                                                | Amichevole                                                             | -                                                                      |                                                                        |
| 4-6-1933                                                               | Varsavia                                                               | Polonia                                                                | 0 – 1                                                                  | Belgio                                                                 | Amichevole                                                             | -1                                                                     |                                                                        |
| 10-9-1933                                                              | Varsavia                                                               | Polonia                                                                | 4 – 3                                                                  | Jugoslavia                                                             | Amichevole                                                             | -3                                                                     |                                                                        |
| 15-10-1933                                                             | Varsavia                                                               | Polonia                                                                | 1 – 2                                                                  | Cecoslovacchia                                                         | Qual. Mondiali 1934                                                    | -1                                                                     |                                                                        |
| 3-12-1933                                                              | Berlino                                                                | Germania                                                               | 1 – 0                                                                  | Polonia                                                                | Amichevole                                                             | -1                                                                     |                                                                        |
| 21-5-1934                                                              | Copenaghen                                                             | Danimarca                                                              | 4 – 2                                                                  | Polonia                                                                | Amichevole                                                             | -4                                                                     |                                                                        |
| 23-5-1934                                                              | Stoccolma                                                              | Svezia                                                                 | 4 – 2                                                                  | Polonia                                                                | Amichevole                                                             | -4                                                                     |                                                                        |
| 18-8-1935                                                              | Katowice                                                               | Polonia                                                                | 2 – 3                                                                  | Jugoslavia                                                             | Amichevole                                                             | -3                                                                     |                                                                        |
| 15-9-1935                                                              | Breslavia                                                              | Germania                                                               | 1 – 0                                                                  | Polonia                                                                | Amichevole                                                             | -1                                                                     |                                                                        |
| 6-10-1935                                                              | Varsavia                                                               | Polonia                                                                | 1 – 0                                                                  | Austria                                                                | Amichevole                                                             | -                                                                      |                                                                        |
| 3-11-1935                                                              | Bucarest                                                               | Romania                                                                | 4 – 1                                                                  | Polonia                                                                | Amichevole                                                             | -4                                                                     |                                                                        |
| 16-2-1936                                                              | Bruxelles                                                              | Belgio                                                                 | 0 – 2                                                                  | Polonia                                                                | Amichevole                                                             | -                                                                      |                                                                        |
| 13-8-1936                                                              | Berlino                                                                | Norvegia                                                               | 3 – 2                                                                  | Polonia                                                                | Olimpiadi 1936 - Finalina                                              | -3                                                                     | Cap.                                                                   |
| 13-9-1936                                                              | Varsavia                                                               | Polonia                                                                | 1 – 1                                                                  | Germania                                                               | Amichevole                                                             | -1                                                                     |                                                                        |
| 4-10-1936                                                              | Copenaghen                                                             | Danimarca                                                              | 2 – 1                                                                  | Polonia                                                                | Amichevole                                                             | -2                                                                     |                                                                        |
| Totale                                                                 |                                                                        | Presenze                                                               | 18                                                                     |                                                                        | Reti                                                                   | -30                                                                    |                                                                        |